# غوردون باركس جونيور
غوردون باركس جونيور (بالإنجليزية: Gordon Parks, Jr.)‏ هو مخرج أمريكي، ولد في 7 ديسمبر 1934 في منيابولس في الولايات المتحدة، وتوفي في 3 أبريل 1979.

## وصلات خارجية
- غوردون باركس جونيور على موقع IMDb (الإنجليزية)
- غوردون باركس جونيور على موقع الموسوعة البريطانية (الإنجليزية)
- غوردون باركس جونيور على موقع أول موفي (الإنجليزية)
- غوردون باركس جونيور على موقع قاعدة بيانات الأفلام السويدية (السويدية)
- غوردون باركس جونيور على موقع قاعدة بيانات الفيلم (الإنجليزية)
- غوردون باركس جونيور على موقع كينوبويسك (الروسية)